# Ray Faulkner
Raymond Arthur "Ray" Faulkner (sinh ngày 26 tháng 5 năm 1934) là một cầu thủ bóng đá người Anh thi đấu ở vị trí tiền vệ chạy cánh.